# 干鸽舞
干鸽舞，亦称“鸿鹄舞”，壮族民间舞。流行于广西西南部壮族聚居区。每年农历正月初一至元宵，由一人扮成白须老人，带着由另一人扮演的干鸽鸟逐家挨户拜贺表演。干鸽鸟的架子用竹蔑扎成。艺人藏于鸟身，肩扛着鸟架，手拉操纵线，使鸟嘴上下叩击，两边翅膀上下舞动；再作单腿独立、抖动羽毛等动作。生动形象的干鸽舞，象征着幸福吉祥。